# ویکی‌پدیای ریپواری
ویکی‌پدیای ریپواری (به ریپواری: Wikkipedija en Ripoarisch Platt) نسخهٔ ریپواریِ وبگاه ویکی‌پدیاست که در ۶ ژوئیهٔ ۲۰۰۵ با عنوان WiKoelsch (زبان کُلش) ایجاد شد. این نسخه از ویکی‌پدیا ابتدا از طریق یک سِرور خصوصی راه‌اندازی شد و چند ماه بعد، در آوریل ۲۰۰۶، تبدیل به یکی از ویکی‌پدیاهای رسمی شد. با حدود یک میلیون نفر مشارکت‌کنندهٔ بالقوه، ازلحاظ شمار مشارکت‌کنندگان، یکی از کوچک‌ترین ویکی‌پدیاهاست. از آنجا که شمارِ گویشوران ریپواری و همچنین تعداد استفاده‌کنندگان از ویکی‌پدیای ریپواری رو به کاهش است، ویپواری جزو زبان‌های در خطر به‌شمار می‌آید.
در ۲۰ مارس ۲۰۱۶، شمار نوشتارهای ویکی‌پدیای ریپواری ۲۷۹۱ بود و در رتبهٔ ۱۹۵ـُم ویکی‌پدیاها قرار داشت.